# Рівердейл (сезон 3)
Третій сезон американського телесеріалу «Рівердейл» є прямим продовженням подій другого сезону. Прем'єра першої серії відбулась 10 жовтня 2018. Телесеріал трансльований каналом The CW.

## В ролях

### В головних ролях
- Кей Джей Апа у ролі Арчібальда "Арчі" Ендрюса.
- Лілі Рейнхарт у ролі Елізабет "Бетті" Купер.
- Каміла Мендес у ролі Вероніки Лодж.
- Коул Спроус у ролі Форсайта "Джагхеда" Джонса III.
- Марісоль Ніколс у ролі Герміони Лодж.
- Меделін Петш у ролі Шеріл Блоссом.
- Ешлі Мюррей у ролі Джозефін "Джозі" МакКой.
- Марк Консуелос у ролі Гірама Лоджа.
- Кейсі Котт у ролі Кевіна Келлера.
- Скіт Ульріх у ролі Форсайта Пендлтона Джонса II.
- Медхен Емік у ролі Еліс Купер.
- Люк Перрі у ролі Фредеріка "Фреда" Ендрюса.
- Чарльз Мелтон у ролі Реджинальда "Реджі" Мантеля.[1]
- Ванесса Морган у ролі Антуанетт "Тоні" Топаз.[2]

### В другорядних ролях
- Martin Cummins у ролі Тома Келлера.
- Robin Givens у ролі Сієрри МакКой.
- Tiera Skovbye у ролі Поллі Купер.
- Hart Denton у ролі Чіка Сміта.
- Nathalie Boltt у ролі Пенелопі Блоссом.
- Моллі Рінгуолд у ролі Мері Ендрюс.
- Henderson Wade у ролі шерифа Майкла Мінетти
- Cody Kearsley у ролі Мермедюка "Муса" Мейсона.
- Zoé De Grand Maison у ролі Евелін Еверневер
- Shannon Purser у ролі Етель Маггс.
- Rob Raco у ролі Хуакіна ДеСантос.
- Jordan Connor у ролі Світ Пі.
- Drew Ray Tanner у ролі Фенгса Фогарті.
- Brit Morgan у ролі Пенні Пібоді.
- Tommy Martinez у ролі Малачай.
- Barbara Wallace у ролі Роузенн "Роуз" Блоссом.
- Alvin Sanders у ролі Поп Тейта.
- Пенелопа Енн Міллер у ролі місіс Райт
- Peter Bryant у ролі Вальдо Везербі
- Джина Гершон у ролі Гледіс Джонс
- Trinity Likins у ролі Джеллібін Джонс

## Епізоди
| № серії (загалом) | № серії (в сезоні) | Назва серії                                                                                   | Режисер(и)     | Сценарист(и)            | Оригінальна дата показу | Код серії      | Глядачів US (млн) |
| --- | ------------------ | --------------------------------------------------------------------------------------------- | -------------- | ----------------------- | ----------------------- | -------------- | ----------------- |
| 36 | 1                  | «Глава тридцять шоста: День праці» «Chapter Thirty-Six: Labor Day»                            | Kevin Sullivan | Roberto Aguirre-Sacasa  | 10 жовтня 2018          | T13.21251      | 1.50              |
| Для друзів та сім'ї Арчі літо проходить за його судовим слуханням. Суддя наказує присяжним винести вирок після вихідних на честь Дня праці. Арчі, Бетті, Вероніка та Джагхед вирішують провести вихідні разом. Розгнівана Вероніка виступає проти свого батька, а Гірам пояснює свої дії наслідком її зради. Тим часом Бетті проходить через ряд проблем, які розпочали Еліс та Поллі у підтримку свого фермерського культу. Джагхед стикається із Пенні Пібоді та Гулями через Хот-дога, і після того як Гулі оголошують своє володарювання над Саутсайдом, стає зрозуміло, що тепер їх ціллю стає Нортсайд. Пізніше Арчі погоджується прийняти угоду і відбути два роки у в'язниці для неповнолітніх після того як через одного із присяжних судове слухання визнають нелегальним і переносять на повторне. Бетті повертається додому і застає Еліс та Поллі за дивною церемонією, в якій присутні близнята та вогонь; через це вона втрачає свідомість і у неї починаються конвульсії. Тим часом через дивні дії Ділтона Джагхед знаходить Ділтона та Бена у Лисячому лісі у непритомному стані перед темним тотемом у вигляді скелета, який Ділтон називає Королем Гаргуйль.                                 |                    |                                                                                               |                |                         |                         |                |                   |
| 37 | 2                  | «Глава тридцять сьома: Фортуна і чоловічі очі» «Chapter Thirty-Seven: Fortune and Men's Eyes» | Jeff Woolnough | Michael Grassi          | 17 жовтня 2018          | T13.21252      | 1.28              |
| Арчі проводить свої перші дні у в'язниці. Відмовляючись напасти з ножем на одного із Гулей, він опиняється без захисту. Через це на нього нападають Гулі, яких він раніше допоміг ув'язнити. Арчі намагається примирити всіх в'язнів, але по наказу Гірама охорона починає бити ув'язнених і таким чином починається тюремний бунт. Помирає Ділтон, а Бетті та Джагхед намагаються зрозуміти, що сталося з ним та Беном, і виявляють три символи на спині Ділтона. Пізніше вони намагаються знайти бункер Ділтона, в якому вони з Беном практикувалися у настільній грі, котра закінчилася для одного з них летально. Бетті та Джагхед розпитують про цю гру у Етель, яка після того як відмовляється про неї говорити, починає битися у конвульсіях. У лікарні Бетті та Джагхед стають свідками самогубства Бена, після того як він твердить про своє сходження до Раю і возз'єднання із Ділтоном. Паралельно до цього Фред, Герміона, Еліс, Еф. Пі., Гірам, Сієрра МакКой, Том Келлер та Пенелопі Блоссом збираються разом, аби обговорити випадок зі своєї молодості, про який вони поклялися більше ніколи не згадувати. Герміона стверджує, що ті ж самі речі починають відбуватися і з їх власними дітьми. |                    |                                                                                               |                |                         |                         |                |                   |
| 38 | 3                  | «Глава тридцять восьма: Як зверху, так і знизу» «Chapter Thirty-Eight: As Above, So Below»    | Jeffrey Hunt   | Aaron Allen             | 24 жовтня 2018          | T13.21253      | 1.40              |
| Після проведення певного часу у камері усамітненого ув'язнення, Арчі приймає пропозицію тюремника щодо взяття участі у підпільному тюремному бійцівському клубі. Вероніка відкриває у закладі Попса бар, але їй перешкоджають шериф Мінета та Пенні. За допомогою Шеріл та Тоні вона отримує докази того, що у «Білому хробаку» виготовляють джингл-джангл і цим шантажує Гірама. Бетті здружується із Евелін та намагається дізнатися більше про Ферму; натомість вона вивідує, що її матір також грала у настільну гру «Грифони та гаргульї». Тим часом Етель грає у цю гру із Джагхедом; все закінчується тим, що Етель п'є із отруйної чаші і потрапляє під нагляд від самогубств. Пізніше Еф. Пі. спалює книгу із правилами гри «Грифони та гаргульї»; проте до цього Етель встигає помістити по примірнику переліку правил цієї гри у шафку кожного школяра Вищої школи Рівердейл, таким чином проголошуючи те, що скоро до Короля Гаргуйль приєднається більше людей. |                    |                                                                                               |                |                         |                         |                |                   |
| 39 | 4                  | «Глава тридцять дев'ята: Північний клуб» «Chapter Thirty-Nine: The Midnight Club»             | Dawn Wilkinson | Tessa Leigh Williams    | 7 листопада 2018        | T13.21254      | 1.37              |
| Еліс розкриває Бетті певну інформацію про своє минуле, яке пов'язане із грою «Грифони та гаргульї». У 1992 молоді Еліс, Герміона, Фред, Еф. Пі., Гірам, Сієрра МакКой, Том Келлер та Пенелопі Блоссом захопилися настільною грою, після чого до Еліс явився Король Гаргуйлів. Опісля вбивства директора їх школи, друзів почали тероризувати небезпечні таємничі події. Еліс вказує, що не знає, хто тоді намагався їх вбити, але вона переконана, що це був хтось із їх команди. У теперішньому часі Бетті знаходить Джагхеда у льосі, де він грає у «Грифони та гаргульї» та каже їй, що все це має сенс і він майже дістався до третього рівня. |                    |                                                                                               |                |                         |                         |                |                   |
| 40 | 5                  | «Глава сорокова: Велика втеча» «Chapter Forty: The Great Escape»                              | Pam Romanowsky | Greg Murray & Ace Hasan | 14 листопада 2018       | Буде оголошено | 1.25              |
| Бетті просить Джагхеда почати розслідування батьків Рівердейлу, оскільки вона гадає, що хтось із них є вбивцею. Джагхед каже, що гра є метафорою Рівердейла і все, що відбувається в ній скоро відбудеться і в місті, і що Король Гаргуйлів незабаром явиться до них обличчям до обличчя. Арчі намагається втекти із в'язниці, але це йому не вдається і його карає Гірам. Бетті розуміє, що будь-хто, хто грав тоді в гру із їх батьками, грає в гру і зараз. Арчі дізнається, що Гірам заплатив свідку, аби той збрехав у судді, підставивши цим Арчі. Вероніка та Бетті планують дістати Арчі із в'язниці будь-яким методом після того як Хуакін ранить Арчі ножем. До гри «Грифони та гаргульї» приєднуються Кевін, Джозі та Реджі. Джагхед зустрічається із Королем Гаргуйлів і кланяється перед ним. |                    |                                                                                               |                |                         |                         |                |                   |